# Северянинский путепровод
Северя́нинский путепрово́д — мост-путепровод на северо-востоке Москвы в Северо-восточном административном округе, через железнодорожные пути Ярославского направления МЖД, соединяет проспект Мира (район Ростокино) и Ярославское шоссе (Ярославский район).

## История
Сооружен в 1953 году, назван по бывшей платформе Северянин (ныне Ростокино), рядом с которой расположен. Авторы проекта — инженер М. К. Васнин и архитектор Б. М. Надежин. К Северянинскому мосту планируется пристыковать Северо-Западную хорду.

## Расположение
Северянинский путепровод проходит над железнодорожными путями Ярославского направления МЖД, железнодорожной ветки близлежащей промышленной зоны и разъезда между Ярославской железной дорогой и Московской окружной железной дорогой; находится между проспектом Мира и Ярославским шоссе. С проспекта Мира есть съезд на улицы: Лётчика Бабушкина, Енисейская и проезд Серебрякова. С Ярославского шоссе: съезд на Северянинский проезд и дублёр Ярославского шоссе. Движение на мосту — 8-полосное (по 4 полосы в каждом направлении). Рядом с мостом находится платформа Ростокино Ярославского направления и промышленная зона. В 2006 году была построена дополнительная эстакада для съезда с Ярославского шоссе на проезд Серебрякова (длина — 673 м).

## Конструкция
Троллейбусная контактная подвеска в обе стороны и под путепроводом — обеспечивает разворот части машин, следующих из центра.

## Реконструкция

### 1-й этап
Работы по реконструкции путепровода проводились одновременно со строительством на проспекте Мира транспортной развязки. Работы по реконструкции путепровода — это I пусковой комплекс проекта, разработанного институтом по изысканиям и проектированию инженерных сооружений «Мосинжпроект» Москомархитектуры. В рамках работ он был приведён в соответствие с действующими автомобильными нагрузками. Для этого было проведено уширение дорожного полотна до 34,0 м для обеспечения 4 полос движения в каждом направлении, усиление и замена металлоконструкций пролётного строения с устройством новой монолитной железобетонной плиты проезжей части. Под путепроводом за счёт укорочения закрытой эстакадной части со стороны Центра устроен дополнительный проезд шириной 16 м для автотранспорта. Реконструкции подверглись и закрытые эстакадные части путепровода. Была проведена разборка существующих сборных балок пролётного строения и сооружена на их месте плита из монолитного железобетона толщиной 30 см. Также осуществлено строительство правоповоротной эстакады съезда с Северянинского путепровода на проезд Серебрякова под две полосы движения протяжённостью 757,4 м с неразрезным сталежелезобетонным пролётным строением с железобетонной плитой проезжей части и опорами из монолитного железобетона на свайном основании из буронабивных свай. Работы по замене конструкций пролётного строения Северянинского путепровода выполняли ОАО «Мосинжстрой» и ОАО «Корпорация „Трансстрой“» по заказу ОАО «Москапстрой». ГУП ДЗ «Гидромост» силами ГУП «Гормост» выполнило работы по перекраске элементов конструкций 3-х путепроводов Ярославского направления Московской железной дороги. В свою очередь ОАО «Москапстрой» обеспечил выполнение работ по окраске пролётных строений и опор Северянинского путепровода. Финансирование велось за счёт средств территориального дорожного фонда и Управления городского заказа города Москвы.

### 2-й этап
Реконструкция Северянинского путепровода (район Свиблово, Северо-Восточный административный округ) будет завершена в 2005 году. Как отметили… в префектуре СВАО, реконструкция путепровода позволит увеличить пропускную способность Ярославского шоссе.
Проект включает в себя реконструкцию путепровода протяжённостью 445 м с подходами, подъездами, тротуарами, инженерными сетями, а также строительство эстакады протяжённостью 650 м со съездом на проезд Серебрякова. В результате ширина проезжей части путепровода увеличится с 24,5 до 34 м, а число полос в каждую сторону возрастёт с 3 до 4.

Заказчиком является ОАО «Москапстрой», генеральными подрядчиками — ОАО «Корпорация „Трансстрой“», ОАО «Мосинжстрой».
 «Вечерняя Москва» № 209 13.11.2006: … открылось движение по съездной эстакаде с Северянинского путепровода на проезд Серебрякова. Она завершила реконструкцию развязки «Северянинский-плюс» на стыке проспекта Мира и Ярославского шоссе. Длина новой эстакады — 673 метра.

Северянинский путепровод — важный элемент нашей дорожной системы, — отметил Юрий Лужков. — Я это место хорошо знаю, поскольку 14 лет работал здесь гендиректором на предприятии. Раньше, направляясь из области в Свиблово, Отрадное, Бабушкинский район, нужно было проехать далеко в сторону центра, чтобы сделать разворот на 180 градусов. Складывалась абсурдная ситуация. Отныне прямой съезд в эти районы избавляет водителей от многих сложностей.